# Februar 1987
Portal Geschichte | Portal Biografien | Aktuelle Ereignisse | Jahreskalender | Tagesartikel

◄ |
19. Jahrhundert |
20. Jahrhundert
| 21. Jahrhundert

◄ |
1950er |
1960er |
1970er |
1980er
| 1990er | 2000er | 2010er | ►

◄ |
1983 |
1984 |
1985 |
1986 |
1987
| 1988 | 1989 | 1990 | 1991 | ►

◄ |
November 1986 |
Dezember 1986 |
Januar 1987 |
Februar 1987 |
März 1987 |
April 1987 |
Mai 1987 |
►
Dieser Artikel behandelt aktuelle Nachrichten und Ereignisse im Februar 1987.

## Tagesgeschehen

### Sonntag, 1. Februar 1987
- Addis Abeba/Äthiopien: Die wahlberechtigte Bevölkerung votiert in einem Referendum wahrscheinlich dafür, dass sich alle politischen Parteien außer der regierenden Arbeiterpartei (WPE) gemäß einer neuen Verfassung auflösen müssen. Das offizielle Ergebnis wird Diktator Mengistu Haile Mariam (WPE) in wenigen Wochen mitteilen. Bei der Ausarbeitung der Gesetze nahm sich die Verfassungskommission die Sowjetunion zum Vorbild.[1]
- Tirana/Albanien: Die von der kommunistischen Partei der Arbeit zusammengestellte „Nationale Front“ erhält bei der Wahl zum Parlament über 1,8 Millionen Stimmen. Die Wahlkommission berichtet außerdem von einem nicht ausgefüllten Wahlzettel, der als Gegenstimme gewertet werden kann. Ein Mehrparteiensystem existiert in Albanien nicht.[2]

### Montag, 2. Februar 1987
- Manila/Philippinen: Die Teilnehmer eines Referendums sprechen sich für die Annahme der neuen Verfassung aus, die den Weg zu einem demokratischen Staat ebnen soll. Im vergangenen Jahr verließ das über 20 Jahre hinweg diktatorisch regierende Staatsoberhaupt Ferdinand Marcos die fernöstliche Inselgruppe nach dauerhaften Protesten der Bevölkerung.[3][4]

### Mittwoch, 4. Februar 1987
- Guarne/Kolumbien: Im so genannten „Drogenkrieg“ verhaften Polizei und Mitarbeiter der Drogenvollzugsbehörde der Vereinigten Staaten den Mitbegründer des Medellíner Drogenkartells Carlos Lehder Rivas. Er soll jährlich einen dreistelligen Millionengewinn aus dem Schmuggel von Kokain per Flugzeug aus Kolumbien über die Bahamas in die Vereinigten Staaten erzielen. Kolumbien liefert ihn an die USA aus.[5]

### Montag, 9. Februar 1987
- Wiesbaden/Deutschland: Hessens Ministerpräsident Holger Börner (SPD) akzeptiert das Rücktrittsgesuch des Staatsministers für Umwelt und Energie Joschka Fischer (Grüne). Zuvor drohte Fischers Partei der SPD mit dem Ende der rot-grünen Koalition, wenn der Ministerpräsident seine Atompolitik nicht ändern sollte.[6]

### Mittwoch, 11. Februar 1987
- Meppen/Deutschland: Im Nachgang der Nuklearkatastrophe von Tschernobyl in der Ukrainischen SSR der Sowjetunion im Frühjahr 1986 befinden sich drei Züge mit insgesamt 150 Waggons voller Molkenpulver aus Bayern zur mutmaßlichen Endlagerung des Pulvers auf dem Weg nach Meppen. Wissenschaftler und Politiker sind sich einig, dass die Molke in gesundheitsrelevanter Dimension radioaktive Strahlung absondert. Die Belastung betrage 5.836 Becquerel Cäsium/kg. Rund 300 Meppener blockieren deshalb für zehn Stunden den Bahnhof der Stadt.[7]

### Donnerstag, 12. Februar 1987
- München/Deutschland: Der Landtag beschließt den Erwerb von Liegenschaften des Insolvenz-gefährdeten Stahlerzeugers Maxhütte in Burglengenfeld zu einem circa 30 % über dem Verkehrswert liegenden Kaufpreis, um den Fortbestand des Oberpfälzer Unternehmensteils der Klöckner-Werke AG möglich zu machen.[8]

### Sonntag, 15. Februar 1987
- Bremen/Deutschland: Die vom Rundfunkveranstalter Radio Bremen produzierte und im Programm der ARD ausgestrahlte Sketch-TV-Sendung Rudis Tagesshow mit Rudi Carrell bringt den religiösen Führer der Islamischen Republik Iran Ruhollah Chomeini in einer Szene mit Damenunterwäsche in Verbindung und löst damit wütende Reaktionen im Iran aus.[9]

### Dienstag, 17. Februar 1987
- Wiesbaden/Deutschland: Auf Antrag der Fraktionen von CDU, Die Grünen und FDP stimmt der Hessische Landtag für eine Selbstauflösung.[10]

### Donnerstag, 19. Februar 1987
- Berlin/Deutschland: Dagmar Berghoff wird als „beliebteste Fernsehdame“ mit der Goldenen Kamera ausgezeichnet.[11]

### Freitag, 20. Februar 1987
- Berlin/Deutschland: Die 37. Internationalen Filmfestspiele Berlin beginnen. Der Schwerpunkt der Festspiele liegt auf Produktionen aus der Sowjetunion, die vor 1986 der dortigen Zensur unterlagen, darunter der Film Abschied von Matjora des Regisseurs Elem Klimow, der 1984 nicht für die Berlinale freigegeben wurde. Neu in diesem Jahr ist der schwul-lesbische Filmpreis der Festspiele.[12][13]

### Sonntag, 22. Februar 1987
- Berlin/Deutschland: An die erstmalige Erwähnung der aus einer slawischen Siedlung entstandenen Stadt Berlin vor 750 Jahren erinnern West-Berlin als Teil der so genannten „westlichen Hemisphäre“ und Ost-Berlin als Teil der „östlichen“ in diesem Jahr auf mehreren Veranstaltungen eigenständig. Jedoch treffen heute zum Gedenken an „750 Jahre Kirche in Berlin“ in der Gethsemanekirche im Ost-Berliner Bezirk Pankow zum ersten Mal seit Beginn der Ko-Existenz von zwei Oberbürgermeistern der Stadt beide Amtsträger – Eberhard Diepgen (CDU, West) und Erhard Krack (SED, Ost) – aufeinander.[14][15]
- Paris/Frankreich: Vertreter der Staaten der Gruppe der Sieben, ausgenommen Italien, unterzeichnen das Louvre-Abkommen. Es soll die weltweite Wirtschaft vor den Gefahren aus Spekulationen am Devisenmarkt schützen. Dafür werden sich Experten der sechs Länder mehrmals im Jahr treffen und die Entwicklung der Wechselkurse zwischen ihren Währungen analysieren. Die Zentralbanken und Regierungen sollen auf dieser Grundlage bei Bedarf stabilisierende Maßnahmen ergreifen.[16]

### Dienstag, 24. Februar 1987

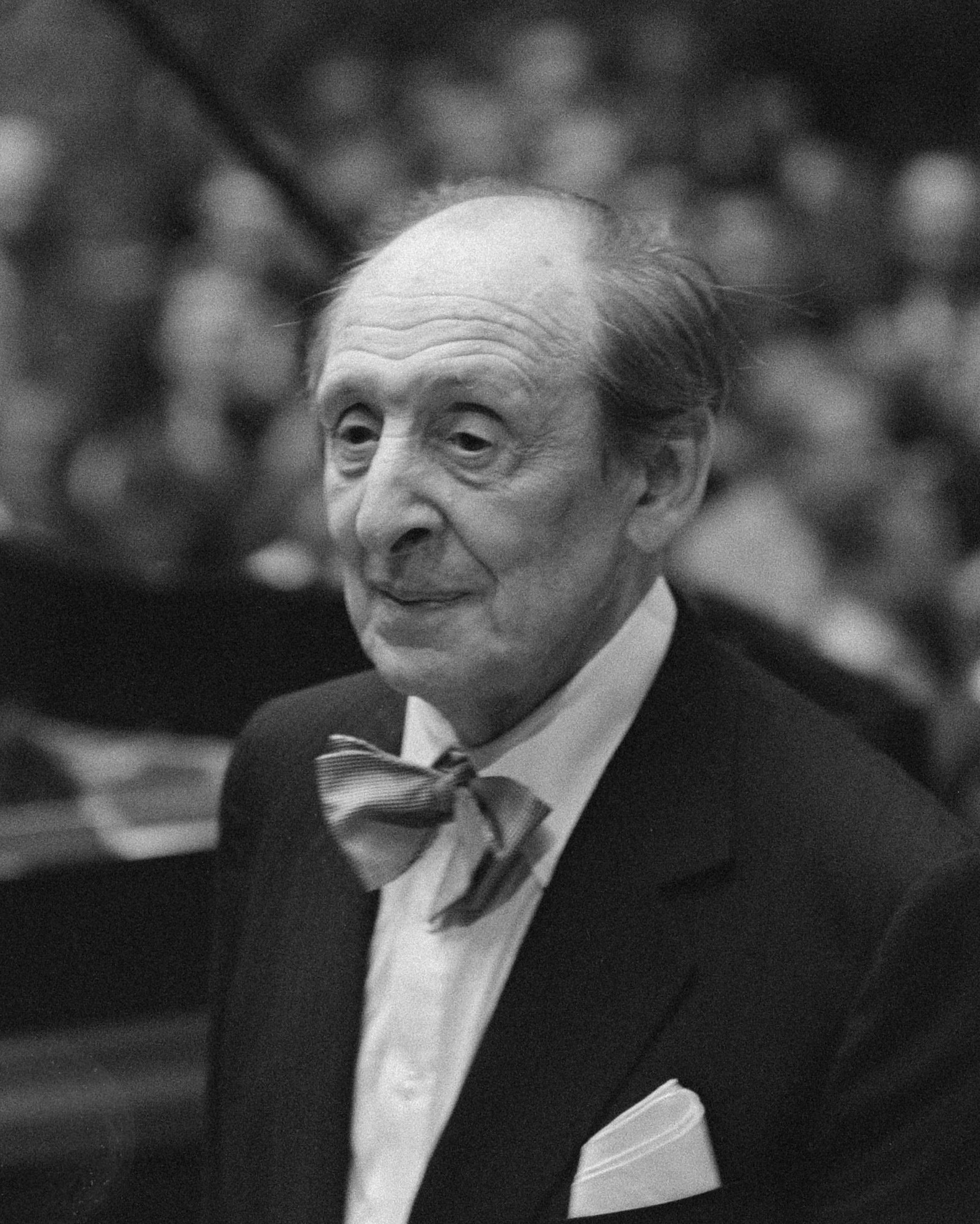
Vladimir Horowitz

- Los Angeles/Vereinigte Staaten: Bei den 29. Grammy Awards erhält der amerikanische Pianist Vladimir Horowitz einen Preis für die beste klassische Darbietung und einen Preis für das beste klassische Album und gewinnt damit seinen 19. und 20. Grammy. Der Deutsche Harold Faltermeyer und der Amerikaner Steve Stevens werden ebenfalls ausgezeichnet, als Komponisten der Titelmelodie des Films Top Gun.[17][18]

### Mittwoch, 25. Februar 1987
- Lambayeque/Peru: Die lokale Polizei informiert den Direktor des Brüning-Museums Walter Alva über Aktivitäten von Grabräubern in den Pyramiden 30 km östlich der Stadt Chiclayo. Es stellt sich heraus, dass die konfiszierten Gegenstände zu Königsgräbern aus der ungefähr seit 1.200 Jahren erloschenen Moche-Kultur gehören, die sich auf der Entwicklungsstufe der Kupfersteinzeit und später der Bronzezeit in Europa und im Orient befand.[19]

### Donnerstag, 26. Februar 1987
- Basra/Irak, Teheran/Iran: Im Golfkrieg stellt der Iran nach gut eineinhalb Monaten die Operation „Karbala 5“ ein. Der Plan, die irakische Stadt Basra mit sechs Divisionen der iranischen Armee zu erobern, ist gescheitert. Bei den Kämpfen um Basra kamen auf beiden Seiten in der Summe mehr als 80.000 Menschen ums Leben.[20]

### Freitag, 27. Februar 1987
- Washington, D.C./Vereinigte Staaten: Die Kommission des ehemaligen Senators John Tower stellt ihren Bericht über die Iran-Contra-Affäre vor. Den Medien erklärt Tower, sein republikanischer Parteikollege Präsident Ronald Reagan habe in der Affäre um verdeckte Waffenlieferungen an den Iran, deren Erlöse der paramilitärischen und anti-sozialistischen Contra-Organisation in Nicaragua zukamen, „Fehler gemacht“ – so habe Reagan die „Übersicht verloren“ und sei deshalb über die Vorgänge nicht „ausreichend informiert“ gewesen.[21][22]